# Андре Рей
Андре Рей (фр. André Rey, нар. 22 січня 1948, Страсбург) — французький футболіст, що грав на позиції воротаря, зокрема за «Мец» та національну збірну Франції.

## Клубна кар'єра
У дорослому футболі дебютував 1967 року виступами за команду «Росайм», звідки наступного року перейшов до системи «Страсбура», де грав спочатку за другу команду, а у 1970–1971 роках — у головній команді клубу.
Протягом сезону 1971/72 грав за «Мюлуз», після чого на два роки повертався до «Страсбура».
Своєю грою за останню команду привернув увагу представників тренерського штабу «Меца», до складу якого приєднався 1974 року. Відіграв за команду з Меца наступні шість сезонів своєї ігрової кар'єри. Більшість часу, проведеного у складі «Меца», був основним голкіпером команди.
Протягом 1980—1983 років захищав кольори клубів «Ніцца» та «Мюлуз», а завершував кар'єру у нижчоліговому «Бур-су-ля-Рош».

## Виступи за збірну
1977 року дебютував в офіційних матчах у складі національної збірної Франції.
Загалом протягом трирічної кар'єри в національній команді провів у її формі 10 матчів, пропустивши 8 голів.